# Franzosenkreuz (Oberkammlach)

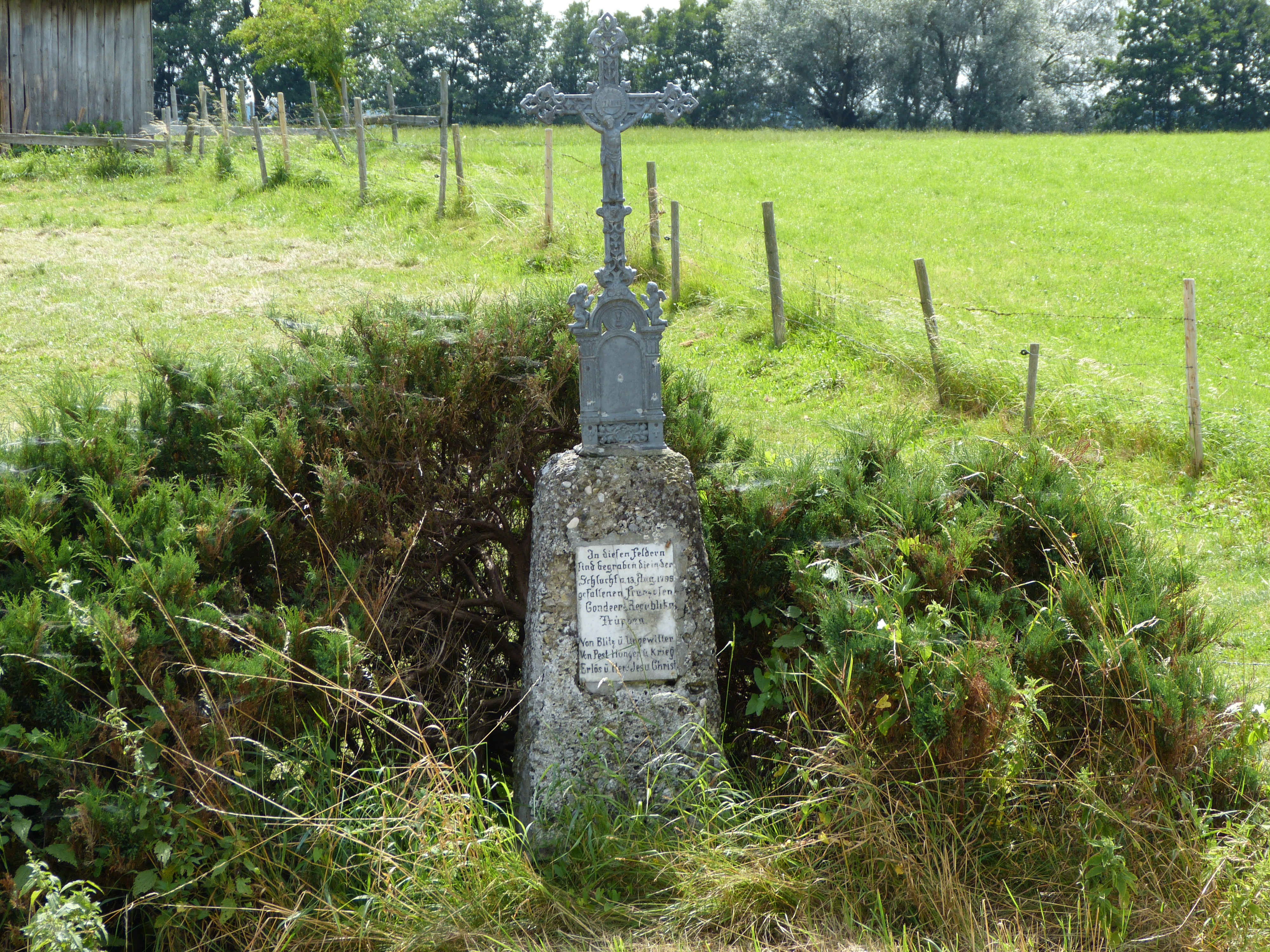
Sogenanntes Franzosenkreuz in Oberkammlach

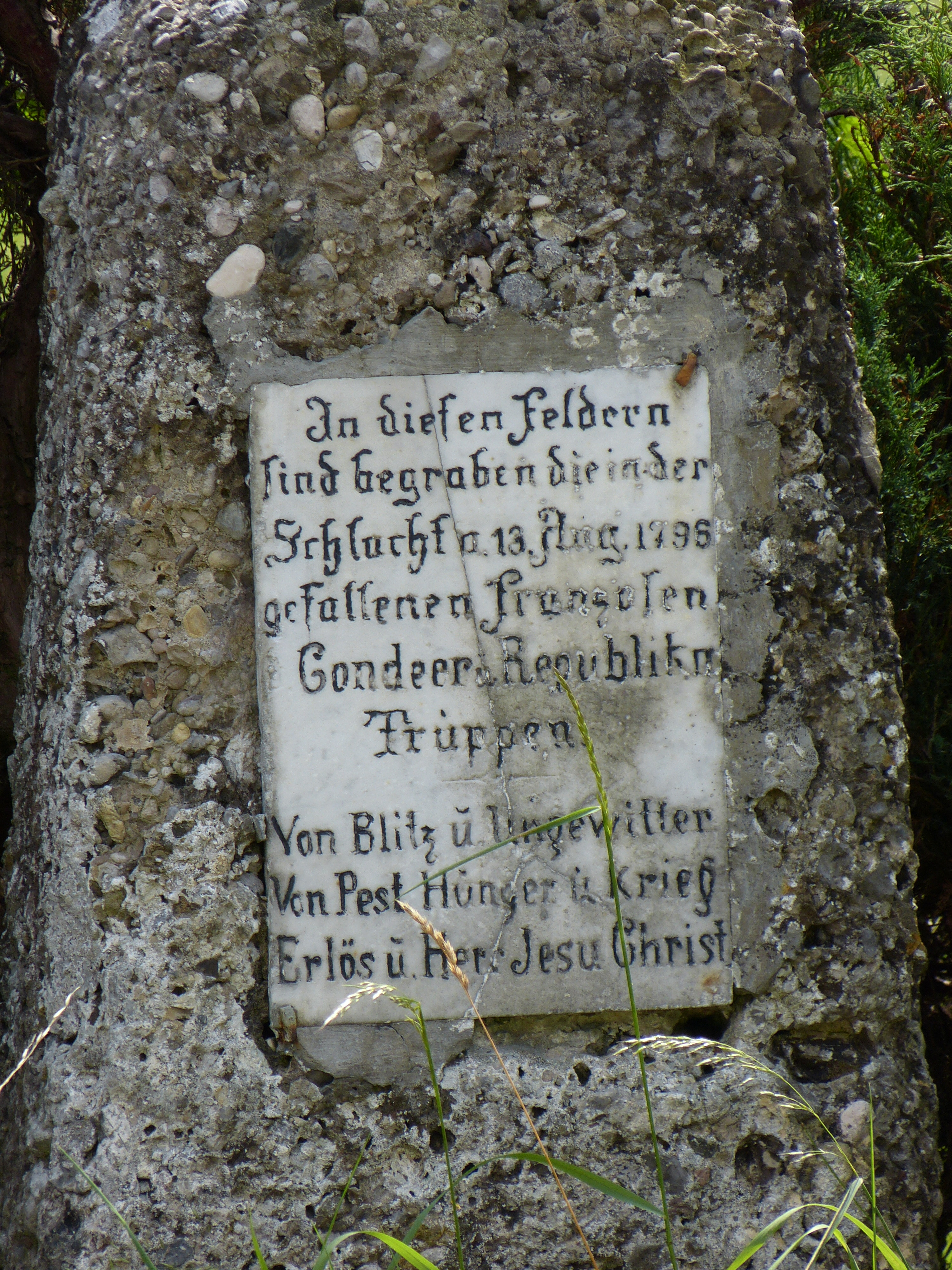
Inschriftentafel am Franzosenkreuz

Das sogenannte Franzosenkreuz befindet sich am westlichen Ortsausgang von Oberkammlach, einem Ortsteil der Gemeinde Kammlach im Landkreis Unterallgäu in Bayern.

## Standort
Das Wegkreuz steht unmittelbar an der Bundesstraße 18 zwischen Oberkammlach in Richtung Erkheim und wurde vermutlich an der Stelle eines Vorgängerkreuzes in der zweiten Hälfte des 19. Jahrhunderts errichtet. 

## Denkmal-Beschreibung
Das Denkmal besteht aus einem Sockel aus Nagelfluh, auf welchem ein Kruzifix aus Eisenguss aufgesetzt ist. Es trägt eine Inschriftentafel aus weißem Marmor mit folgenden Inschriften:

„In diesen Feldern / sind begraben die in der / Schlacht v. 13. Aug. 1796 / gefallenen Franzosen / d. Condéer u. Republika. / Truppen“

„Von Blitz u. Ungewitter / Von Pest Hunger u. Krieg / Erlös u. Herr Jesu Christ“

## Geschichtlicher Hintergrund
Die Schlacht bei Kammlach (französisch: „Massacre de Cammlac“) war eine Auseinandersetzung zwischen den königstreuen französischen Soldaten der Emigrantenarmee und den republikanischen Soldaten des Pariser Direktoriums. Am 13. August 1796, 1 Uhr, standen sich 42.000 Soldaten gegenüber, von denen am Ende 1200 ihr Leben verloren.